# Dżefatnebti
Dżefatnebti – Egipcjanka żyjąca u schyłku panowania III dynastii, przypuszczalnie żona władcy Huniego.